# Miyawaka
Miyawaka (jap. 宮若市 Miyawaka-shi) – miasto w Japonii, w prefekturze Fukuoka, na wyspie Kiusiu.

## Historia
Miasto Miyawaka powstało 11 lutego 2006 roku w wyniku połączenia dwóch miasteczek Miyata i Wakamiya (z powiatu Kurate).

## Populacja
Zmiany w populacji Miyawaki w latach 1970–2015:
| Rok  | Populacja |
| ---- | --------- |
| 1970 | 38 562    |
| 1975 | 35 428    |
| 1980 | 33 670    |
| 1985 | 33 165    |
| 1990 | 32 678    |
| 1995 | 32 197    |
| 2000 | 31 225    |
| 2005 | 30 630    |
| 2010 | 30 081    |
| 2015 | 28 112    |